# Zalesje
Partizanska bolnišnica Zalesje pri Ostrožnem Brdu v Brkinih. 
Delovala je v času od razpada fašistične Italije do konca vojne, vodil jo je ruski zdravnik Mogamed Gadžijev, za bolnišnico pa je skrbela cela vas. V njej se je zdravilo okrog 220 ranjencev in bolnikov.
Bolnišnica je bila rekonstruirana leta 2018.